# Відкритий чемпіонат Австралії з тенісу 1996
Відкритий чемпіонат Австралії з тенісу 1996 — тенісний турнір, що проходив між 15 січня та 28 січня 1996 року на кортах Мельбурн-Парку в Мельбурні, Австралія. Це — 85-ий чемпіонат Австралії з тенісу і перший турнір Великого шолома в 1996 році. Турнір входив до програм ATP та WTA турів.

## Огляд подій
Чемпіон минулого року в одиночному розряді чоловіків Андре Агассі поступився в півфіналі Майклу Чангу, який, в свою чергу, програв фінал Борису Беккеру. Для Беккера це була друге австралійське чемпіонство та шостий (останній) титул Великого шолома.
У жінок минулорічна чемпіонка Марі П'єрс програла в другому колі. Турнір виграла Моніка Селеш, ставши чемпіонкою Австралії вчетверте й здобувши 9-ий (останній) титул Великого шолома.
Стефан Едберг виграв свій четвертий чемпіонат Австралії в парному розряді й останній, 9-ий титул Великого шолома, його партнер Петр Корда виграв мейджор уперше.
У змаганні жіночих пар Аранча Санчес Вікаріо стала чемпіонкою Австралії четвертий і останній раз. Загалом це для неї був 12-ий титул Великого шолома. Її партнерка Чанда Рубін здобула свою єдину перемогу в мейджорах.
У міксті Лариса Нейланд удруге стала чемпіонкою Австралії й виграла свій шостий титул Великого шолома, Марк Вудфорд здобув свою третю перемогу на чемпіонаті Австралії й виграв 11-ий мейджор.

## Результати фінальних матчів

### Дорослі
| Одиночний розряд. Чоловіки        |                                     |                    |
| Борис Бекер                       | Майкл Чанг                          | 6–2, 6–4, 2–6, 6–2 |
|                                   |                                     |                    |
| Одиночний розряд. Жінки           |                                     |                    |
| Моніка Селеш                      | Анке Губер                          | 6–4, 6–1           |
|                                   |                                     |                    |
| Парний розряд. Чоловіки           |                                     |                    |
| Стефан Едберг Петр Корда          | Себастьян Ларо Алекс О'Браєн        | 7–5, 7–5, 4–6, 6–1 |
|                                   |                                     |                    |
| Парний розряд. Жінки              |                                     |                    |
| Чанда Рубін Аранча Санчес Вікаріо | Ліндсі Девенпорт Мері Джо Фернандес | 7–5, 2–6, 6–4      |
|                                   |                                     |                    |
| Мікст                             |                                     |                    |
| Лариса Нейланд Марк Вудфорд       | Ніколь Арендт Люк Дженсен           | 4–6, 7–5, 6–0      |
|                                   |                                     |                    |

### Юніори
| Одиночний розряд. Хлопці           |                                   |               |
| Б'єрн Ренквіст                     | Матіас Гелльстрем                 | 2–6, 6–2, 7–5 |
|                                    |                                   |               |
| Одиночний розряд. Дівчата          |                                   |               |
| Магдалена Гржибовська              | Наталі Деші                       | 6–1, 4–6, 6–1 |
|                                    |                                   |               |
| Парний розряд. Хлопці              |                                   |               |
| Даніеле Браччалі Жослін Робішо     | Боб Браян Майк Браян              | 3–6, 6–3, 6–3 |
|                                    |                                   |               |
| Парний розряд. Дівчата             |                                   |               |
| Міхаела Паштікова Їтка Шенфельдова | Ольга Барабанщикова Мір'яна Лучич | 6–1, 6–3      |
|                                    |                                   |               |